# Мрежа за съхранение на данни
Storage area network (SAN) е архитектура за свързване на отдалечени компютърни запаметяващи устройства (като твърди дискове, лентови устройства) към сървърите по начин, при който за операционната система тези устройства изглеждат локални свързани.